# ليونيل كونتريرز
ليونيل كونتريرز (بالإسبانية: Leonel Contreras)‏ هو مدرب كرة قدم ولاعب كرة قدم تشيلي، ولد في 30 أغسطس 1961 في تشيلي. شارك مع منتخب تشيلي لكرة القدم. أما مع النوادي، فقد لعب مع إيفرتون دي فينا ديل مار ولاسيرينا ونادي أونيفرسيداد كاتوليكا.

## وصلات خارجية
- ليونيل كونتريرز على موقع ناشيونال فوتبول تيمز (الإنجليزية)
- ليونيل كونتريرز على موقع عالم كرة القدم.نت (الإنجليزية)
- ليونيل كونتريرز على موقع أوليمبيديا (الإنجليزية)